# ستيفان كارلسون (لاعب كرة الريشة)
ستيفان كارلسون (بالسويدية: Stefan Karlsson)‏ هو لاعب كرة الريشة سويدي، ولد في 5 نوفمبر 1955.

## روابط خارجية
- ستيفان كارلسون على موقع BWF.tournamentsoftware.com (الإنجليزية)
- ستيفان كارلسون على موقع BWFbadminton.com (الإنجليزية)
- ستيفان كارلسون على موقع الجمعية الدولية للألعاب العالمية (الإنجليزية)